# 啓蒙かまぼこ新聞
啓蒙かまぼこ新聞（けいもうかまぼこしんぶん）は、魚肉練り製品メーカー「カネテツデリカフーズ」（旧：かねてつ食品）のシリーズ広告。企画・制作は日広エージェンシー所属の中島らも。
関西を地盤としていた同社の販路拡大を狙った企業名認知の向上を目的として、雑誌『宝島』の1982年（昭和57年）8月号から1991年（平成3年）4月24日号にかけ連載された。従来の広告の観念を逸脱した破天荒な内容で、若い世代を中心に話題を呼ぶとともに、かねてつ食品およびカネテツデリカフーズの名を全国に浸透させるきっかけとなった。中島はこの広告によって1983年（昭和58年）、TCC準新人賞を受賞した。
この項目では、同じく中島らもによって1983年から1987年（昭和62年）にかけ雑誌『プレイガイドジャーナル』に、1987年から1991年にかけ雑誌『ぴあ』に連載された広告企画、微笑家族（びしょうかぞく）についても記述する。

## 沿革
のちに作家・ミュージシャンとして活動する中島は1981年（昭和56年）、大阪の広告代理店・日広エージェンシーに入社し、営業や広告の企画業務に従事していた。産業広告を専門としていた中島は仕事に「退屈」「ウンザリ」しており、新しい広告の形を世に問おうという構想を練っていた。
中島はたびたび営業活動と称し、兵庫県の魚肉練り製品メーカー・かねてつ食品へ「遊び」に出かけていた。当時のかねてつ食品の常務（のちカネテツデリカフーズ副社長→社長）の村上健は、中島とは灘高校の同級生だった。かねてつ食品は在阪局にテレビCMを出稿していたこともあり、関西では広い認知度と販路を持っており、全国展開へ攻勢をかけるヒントを得るべく、村上を渡米させて市場調査に着手しようとしていた。
プレッシャーのただ中にあった村上との会話の中で中島は、村上の「額に黄金の文字で『（略）息苦しいてかなわん。なにか面白いことしたい』と書いてある」と感じ、「やったら、会社の上層部が目に付かんようなメディアで、読者と一緒になって楽しむようなキャンペーンを企画したらええがな」と持ちかけ、「ほんとはカマボコすきなのに、マスコミが何も言ってくれないから、スーパーのかごに冷凍ピッツァをいれてしまう、気弱な自炊する若者たちのための、『広告ではない広告』の広告企画書」と題する、社用箋に殴り書きした全10ページの企画書を渡米直前の村上に提出。村上を通じ、かねてつ食品と月あたり30万円で広告出稿の契約を結んだ。
企画書で中島は、「仕送りを待ち焦がれている学生」はテレビCMを見ることで、かえって「ラスコーリニコフのように呪詛の論理を紡ぎはじめ」るとし、「広告は我々を欲求不満におとしいれ、みじめにさせる装置である」と断じた。また、情報の氾濫の中で消費者は「提言、断言、予言を拒絶する」としたうえで、「企業も一度ユーザーとともに迷い子になってみよう」「彼らと一緒にどこかに辿りつこう」と提起し、「投書構成による記事広告」を通じて「『遊んでもらう』という共体験」を積ませ、かねてつ食品の「活力」「ホンネでぶつかってくる」といった企業イメージをくんでもらうことを提案した。そして、カネテツの企業マスコット「てっちゃん」の「誰もいない公園でブランコにのっているような気がします」という従来イメージについて指摘し、「てっちゃんにもっと元気をだしてもらいましょう。ポパイのように永遠の人気者になってもらいましょう」と、イメージの転換を提案した。これらの企画はすべて中島の構想していた「『広告であることを放棄することによって広告たり得よう』とする方法論」の実践案であり、連載開始後に同広告内の「今月の○○」「ご・ぼ・て・ん」（後述）などのコーナーに結実した。
日広エージェンシーの制作した広告を、かねてつ側でチェックする役割は、村上が担っていたが、前述の通り、出稿開始直後に米国へ出張したため、中島いわく「無政府状態」で制作が続けられた。村上以外の社員に露見することを防ぐため、村上宛ての掲載誌は厳重に密封し、「（秘）」と大書してかねてつ側に送付された。当初は半年で出稿を止める予定だったが、反響を呼び、長期連載に至った。
『啓蒙かまぼこ新聞』は、中島の死後、カネテツデリカフーズのウェブサイト上で同名のコンテンツとして「復活」し、当時の内容の一部を無料で閲覧することができる。

## 構成

### レイアウト
見開き2ページの4段組で、新聞風にレイアウトされている。右ページ上部の1段分は直筆の題字に用いられた。毎号ナンバーが振られたが、時折ダブりによるズレがあった。残り3段が中島によるボディコピー（文章）である。左ページは右半分が読者の投稿を掲載するコーナー、左半分が中島の自筆による「苦笑マンガ ご・ぼ・て・ん」と題する漫画、左下隅が投稿宛先表記（囲み「本紙へのご投稿は〔住所略〕（株）日広エージェンシー 中島まで」）および社名ロゴ（「味づくりに生きる――かねてつ」→「カネテツデリカフーズ」）で構成されている。同社の商品名は回によっては言及がなく、商品写真はほとんど掲載されなかった。
「新聞」という体裁をとっていたことに加え、『宝島』による編集でない広告ページであることを示すために、全国一般紙の全面広告ページのように各ページ上部に小さな活字で＜全面広告＞という表記が入れられた。この部分は＜全面もひかん広告＞（No.17）＜全面人喰い広告＞（No.32）など、回ごとの内容にちなんで表記が変わっていった。

### ボディコピー
通常の広告コピーは商品やサービスについての魅力や利点を紹介するようなものであるが、『啓蒙かまぼこ新聞』の本文は中島による、かねてつ/カネテツ商品とほとんど関係のない文章および、「今月の○○」（○○にはテーマに応じた語が入る）と小見出しが振られた投稿コーナー（Q&Aや、読者から寄せられたイラスト紹介）のみから成った。当初、魚介類についてなど、食に関するコラムを掲載していたが、中島自身の身辺雑記になっていった。冬期だけは、かねてつ/カネテツの商品であるおでん種の特集を組んだ。
中島によれば、従来、「企業の主張を自己表現にすり替えてしまうのは広告の世界ではまっ先にくるタブー」であった。日広での業務にあたって「殺し以外は何でもやります」という戒律を自分に課していた中島は、「広告であることを放棄する」（上記）ために、あえてそのタブーを破った。

### ご・ぼ・て・ん
『苦笑マンガ ご・ぼ・て・ん』は「てっちゃん」が登場する3コマ漫画。広告制作用のキャラクターシート（ロゴタイプやトレードマークが異なるサイズで複数印刷された特注の用紙）のうち、てっちゃんの頭部が印刷されたものを切り貼りし、体や漫符を書き加えるというコラージュの手法で制作されている。不条理、ブラックジョーク、ナンセンスなどに満ちた内容であり、回を追うごとに、元のてっちゃんの顔にサングラスと眉毛、無精髭を書き加えた「父ちゃん」(サングラスを外す場面では、てっちゃんと同じ眼が現れる）や、父ちゃんの友人「チャーリー」（空海の肖像画をコピーして貼り付けたもの）、実写の竹中直人（広告プレゼン用の写真素材）が登場するなどした。1987年以降は作画家が中島からわかぎえふ（のちのわかぎゑふ）に交代した。

## その後

### 微笑家族
『微笑家族』は上部に中島作のてっちゃん親子を中心とした4コマ漫画を、下部に中島の執筆によるカネテツ商品の広告コピーを配置したレイアウトによる1ページ広告。コピー部分では『啓蒙かまぼこ新聞』のような破天荒さがやや抑えられ、最終段落で必ず商品の紹介を行うような文章構成になっている。初回から7回目まで、自筆の題字を「徴笑家族」と誤っている。『ご・ぼ・て・ん』同様、掲載誌が『ぴあ』に移ったのを期に漫画担当が中島からわかぎとなった。

### その他の中島によるカネテツ広告
1987年から、朝日新聞大阪本社版朝刊に、シーフード・ラプソディ、好物芳名録（こうべつほうめいろく）と題する中島のエッセイによるコピーで構成されたカネテツデリカフーズの広告が掲載された。

### 影響など
- 一部の読者からは、本気なのかギャグなのか理解しかねるような内容に対し、「ふざけるな」などの批判が相次いだ[要出典]。
- 一連の広告を読んだ一部の就活生が、かねてつをいい加減な会社と勘違いし、おおよそ就活生とは思えない、髪型、服装で就職面接に来る事があったため、広告の悪影響を憂いた中島は、広告の中でかねてつの歴史、会社規模、売り上げなどを取り上げた上で、「そのようないいかげんな学生をかねてつが獲る事はない」と、若い読者に苦言を呈している。
- 作家の村上春樹の妻は『啓蒙かまぼこ新聞』『微笑家族』の愛読者だったが、彼女は中島が「『かねてつ』という架空のカマボコ会社をでっちあげて、一人で下らない冗談をやってる」と思い込んでおり、関西出身の村上が説明したところ「そんな会社本当にあるの?」と聞き返し、かねてつの実在を信じなかったという[10]。一方で村上は中島に対し、「広告マンとしては、失格かも知れないけど、あの奇怪な広告を通じて、かねてつという企業を得体の知れない会社という風にイメージさせつつ、認知度を高めてゆくという手法は、あながち悪いとは思わない[要出典]」と賛辞を送ってもいる。
- TCC準新人賞を受賞した中島は仲畑貴志、川崎徹ら同世代の広告クリエーターと度々仕事をすることになる。
- としまえんの人を喰ったかのようなユニークなシリーズ広告（博報堂デザイナーの大貫卓也と、コピーライターの岡田直也を主軸としたチーム）に強い影響を与えた、とみる者[誰?]もいる。
- このように「広告であることを放棄した広告」づくりに成功した中島であったが、「幸か不幸か、そこから一歩も抜け出すことができなかった」「僕という人間は、王道を歩むようにはできていない」とし、『微笑家族』単行本の出版を期にコピーライターの看板を下ろした[11]。

## 書籍
- 啓蒙かまぼこ新聞（ビレッジプレス 1987年12月）
- 微笑家族（ビレッジプレス 1991年8月）
- ネリモノ広告大全 ちくわ編 （双葉文庫 1996年7月 ISBN 4-575-71073-3）

上記広告のボディコピー部分を抜粋したもの。
- ネリモノ広告大全 ごぼてん編 （双葉文庫 1996年7月 ISBN 4-575-71074-1）

上記広告の漫画部分を抜粋したもの。
- 定本 啓蒙かまぼこ新聞（新潮文庫 2008年8月 ISBN 4-101-16642-0）

上記4冊のうち、中島自身が手がけた内容および、業務用資料（企画書など）をまとめた再編集版。